# A. Y. Jackson
Alexander Young Jackson (Montreal, 3 de octubre de 1882-Kleinburg, 5 de abril de 1974) es un pintor canadiense, uno de los miembros fundadores del Grupo de los Siete.

## Biografía
Después de que su padre abandonara a la familia de seis hijos, el joven Jackson se puso a trabajar para una empresa de litografía, mientras que por las noches tomaba clases en el Le Monument National de Montreal, iniciando así su formación artística.
En Chicago, se incorporó a una empresa comercial de arte y tomó cursos en el Instituto de Arte de Chicago. Ahorrando de su sueldo, en 1907 consiguió suficiente dinero para visitar Francia, donde estudió el impresionismo. Acudió a la Académie Julian de París y visitó Italia y los Países Bajos.
Tras regresar a Canadá, presentó su primera exposición en la galería de arte de Montreal con Randolph Hewton en 1913. En 1914, se alistó en el 60.º batallón del ejército canadiense y tras la Primera Guerra Mundial volvió a dedicarse a la pintura. En 1920, fundó junto con seis compañeros pintores el Grupo de los Siete.

## Obras
Algunas de sus obras fueron:
- North Shore Lake Superior
- On The Road to Baie St. Paul
- Studio at Etaples
- Wilderness Deese Bay
- Houses, St. Urbain
- Church, St. Urbain
- Maple & Birches
- First Snow, Algoma
- Lake Superior Country
- The Red Maple
- Night, Pine Island